# Maria Biljan-Bilger

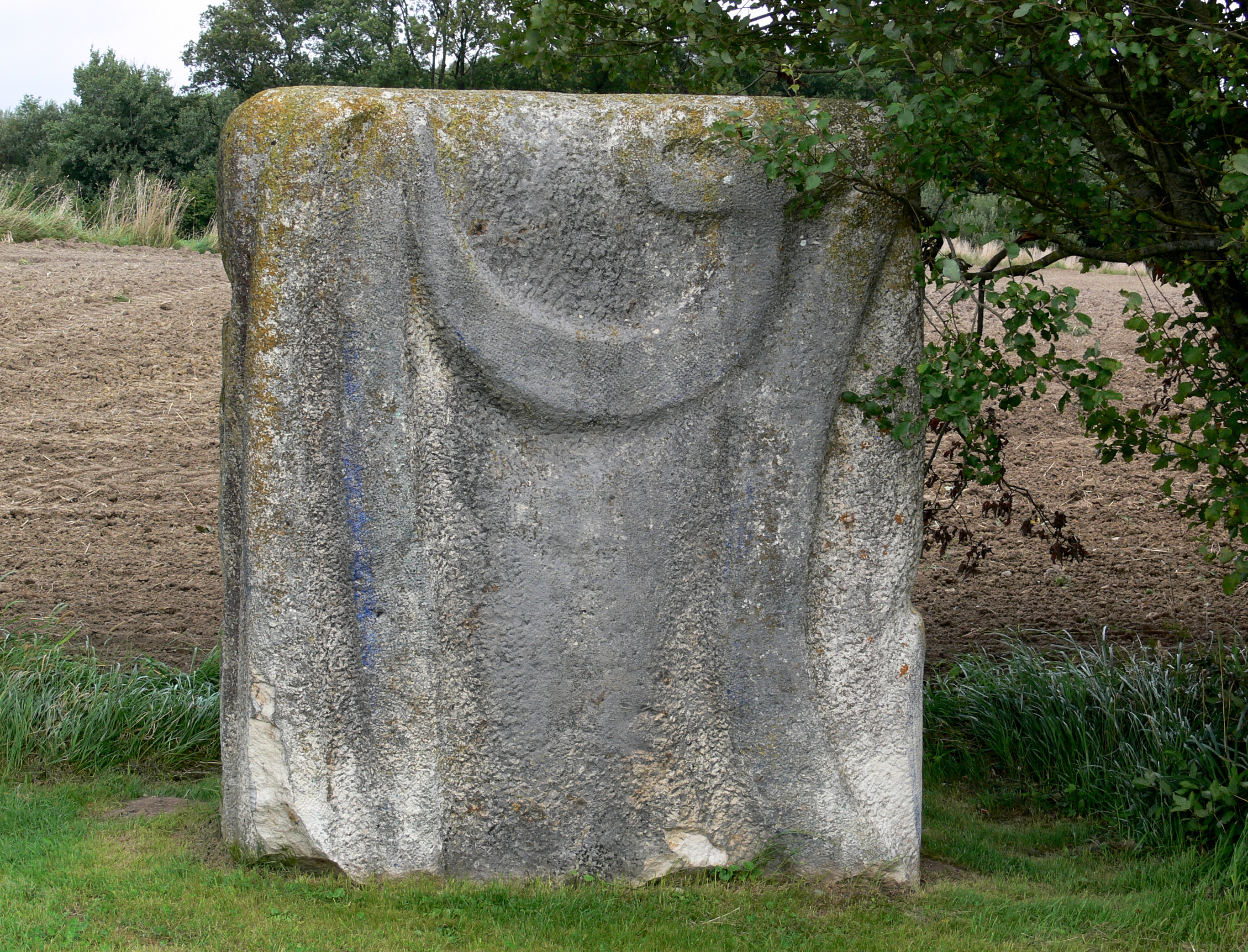
steensculptuur (1969), Skulpturenfeld Oggelshausen

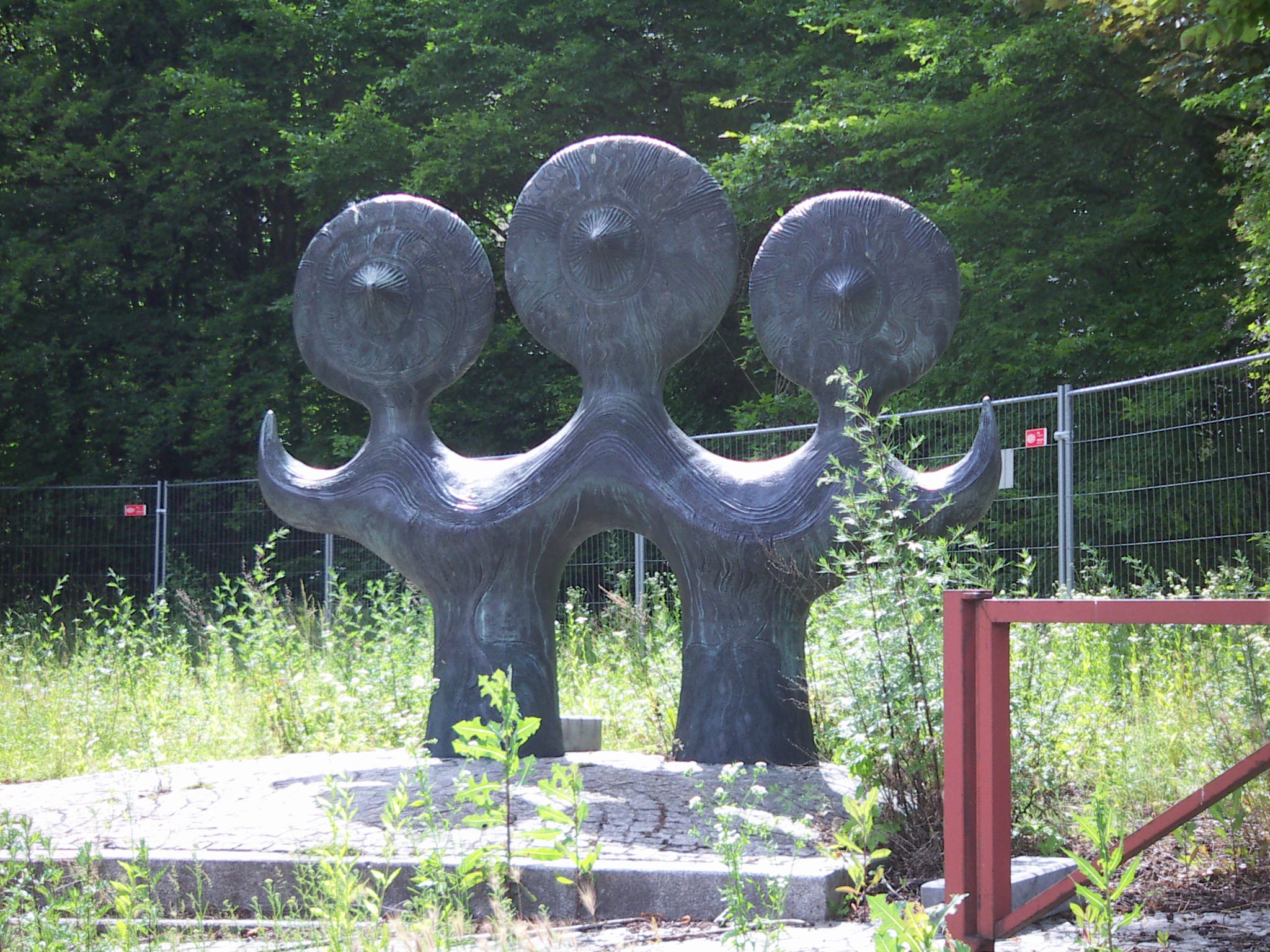
plastiek (brons) Stadt des Kindes

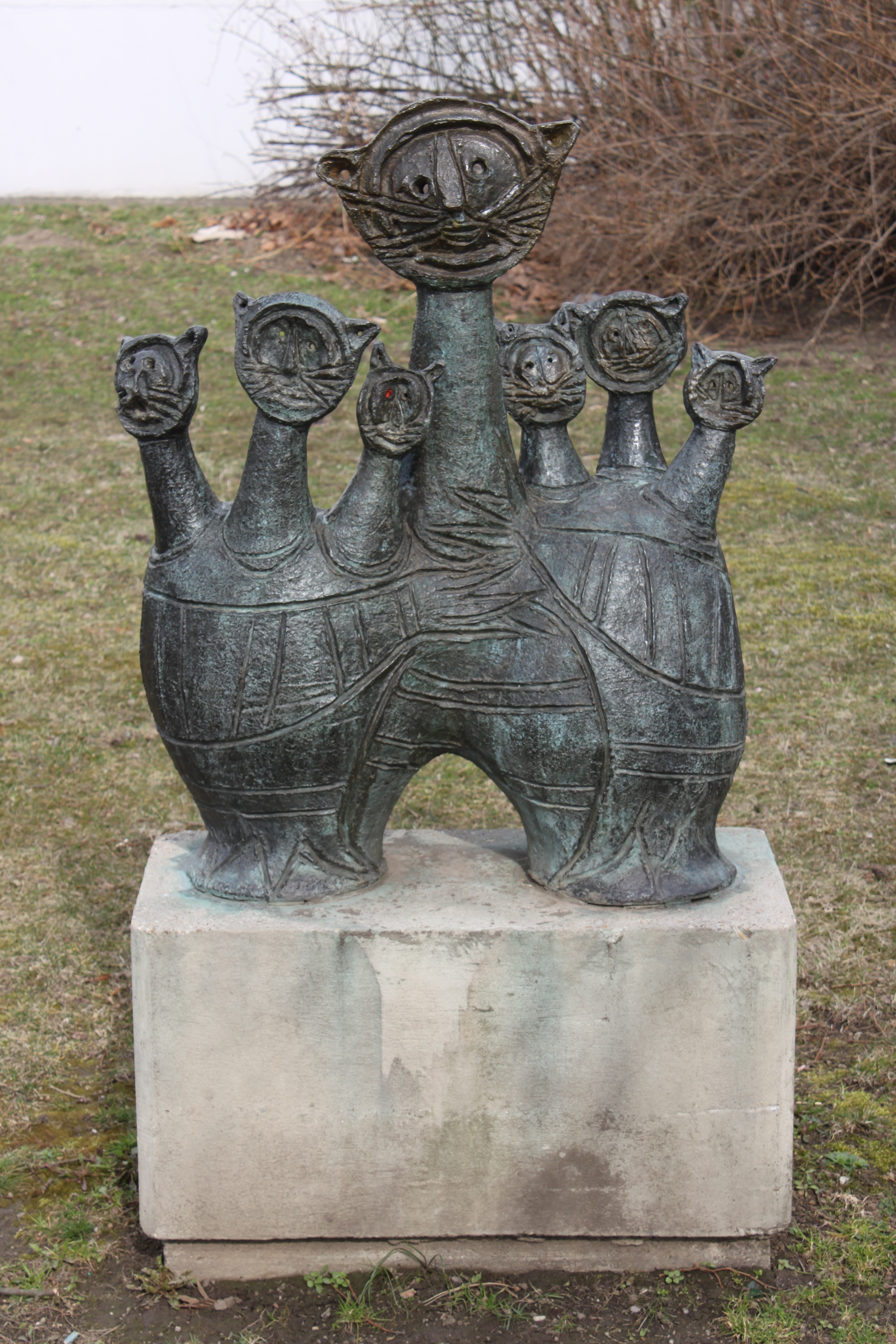
Katzenfamilie

Maria Biljan-Bilger (Radstadt, 21 januari 1912 – München, 1 mei 1997) was een Oostenrijkse beeldhouwster, keramiste en textielkunstenares.

## Leven en werk
Maria Biljan woonde met haar familie vanaf 1913 in Graz. Daar bezocht zij van 1927 tot 1931 met een nicht van haar latere echtgenoot Ferdinand Bilger de Kunstgewerbeschule Graz, waar zij een keramische opleiding volgden. In 1931 huwde zij Ferdinand Bilger, met wie zij een lange Balkan-reis maakte. Gedurende de Tweede Wereldoorlog woonde Biljan-Bilger in Wenen (van 1938 - 1945), waar zij deelnam aan het verzet tegen het naziregime. In 1946 werd zij uitgenodigd voor de tentoonstelling Meisterwerke aus Österreich in de Zwitserse stad Zürich. In 1947 was zij met onder anderen Wander Bertoni, Susanne Wenger en Heinz Leinfellner medeoprichter van de Weense Art-Club voor moderne kunst. Lange tijd exposeerden en werkten surrealistische en abstracte kunstenaars in de Art-Club met elkaar. De groepering werd in 1959 opgeheven.
In 1950 en in 1954 vertegenwoordigde Biljan-Bilger Oostenrijk op de Biënnale van Venetië, in 1953 en 1959 bij de Biënnale van São Paulo en in 1954, 1957 en 1960 bij de Triënnale van Milaan. In 1956 ontving zij de Preis der Stadt Wien für Bildende Kunst.
In 1961 nam zij deel aan het Symposion Europäischer Bildhauer van Karl Prantl in Sankt Margarethen im Burgenland. Van 1970 tot 1987 had zij de leiding der symposia op zich genomen. Andere symposia voor steenbeeldhouwers waaraan zij deelnam waren in 1969, 1971 en 1972: Oggelshausen, Labin (Istrië) en Rome.
Van 1978 tot 1992 was zij hoogleraar keramische vormgeving aan de Hochschule für angewandte Kunst in Wenen.

## Sommerein
In 1962 verbouwde zij met haar levensgezel, de architect Friedrich Kurrent, die zij in 1958 had leren kennen een voormalige kapel in Sommerein in het Leithagebirge in de deelstaat Neder-Oostenrijk tot woonhuis en atelier. In 1985 huwde zij Kurrent. Na haar dood in 1997 werd de in 1995 begonnen bouw van een tentoonstellingsruimte in Sommerein voltooid en naar haar genoemd, de Maria Biljan-Bilger Ausstellungshalle.

## Werken (selectie)
- fontein (1964), Sommerein
- 4 Kinderhäuser (keramiek), Wien-Florisdorf
- Steensculptuur (1969), Skulpturenfeld Oggelshausen
- Mozaïeken, Wiener Stadthalle in Wenen
- Plastiek (brons), Stadt des Kindes in Wenen (werd in 2008 gesloopt).
- Reliëfs voor diverse bouwprojecten
- Katzenfamilie (brons), Wenen